# Коси (река)
Коси (в горното течение Сапт Коси, в долното Гхугри) (на непалски: कोशी; на хинди: कोसी) е река в Източен Непал и Северна Индия, ляв приток на Ганг. Дължина 300 km (с дядната съставяща я река Сун Коси 730 km), площ на водосборния басейн 86 900 km². Река Коси се образува в югоизточната част на Непал, на 127 m н.в. под името Сапт Коси, от сливането на двете съставящи я реки Арун (Коши, дясна съставяща, дължина над 250 km, площ на водосборния басейн 33 578 km²) и Сун Коси (дясна съставяща, 430 km, 18 182 km²). Двете реки водят началото си на китайска територия от северните подножия на масива Джомолунгма и чрез дълбоки и тесни дефилета (едни от най-дълбоките на Земята) пресичат от север на юг Хималаите, източно и западно от масива..
На около 10 km след образуването си река Сапт Коси излиза от планините и до устието си тече на юг и югоизток през Индо-Гангската равнина. Влива се отляво в река Ганг, на 26 m н.в под името Гхугри. Основни притоци: леви – Арун, Тамур; десни – Сун Коси, Камла. Подхранването ѝ е смесено, снежно-ледниково и дъждовно, с ясно изразено пролетно-лятно пълноводие. Среден годишен отток близо до устието 1770 m³/s. При излизането на реката от планините съвместно с Индия и Непал е изграден голям хидроенергиен комплекс, включващ преградна стена, язовир, ВЕЦ (мощност 1800 хил. квт) и мрежа от напоителни канали. В долното си течение е плавателна за плитко газещи речни съдове.